# Syndrome de sécrétion inappropriée d'hormone antidiurétique
 Mise en garde médicale
Le syndrome de sécrétion inappropriée d'hormone antidiurétique (SIADH), ou syndrome de Schwartz-Bartter, est un syndrome responsable d'hyponatrémie de dilution.
Il se caractérise par une libération excessive d'hormone antidiurétique (ADH ou vasopressine) de l'hypophyse postérieure.

## Historique
Ce syndrome a été décrit pour la première fois par des chercheurs de Boston, Massachusetts et Bethesda, Maryland (dont le Dr Bartter) dans le cas de patients atteints de cancer du poumon.

Vue tridimensionnelle de l'hypophyse (en rouge)

## Physiopathologie

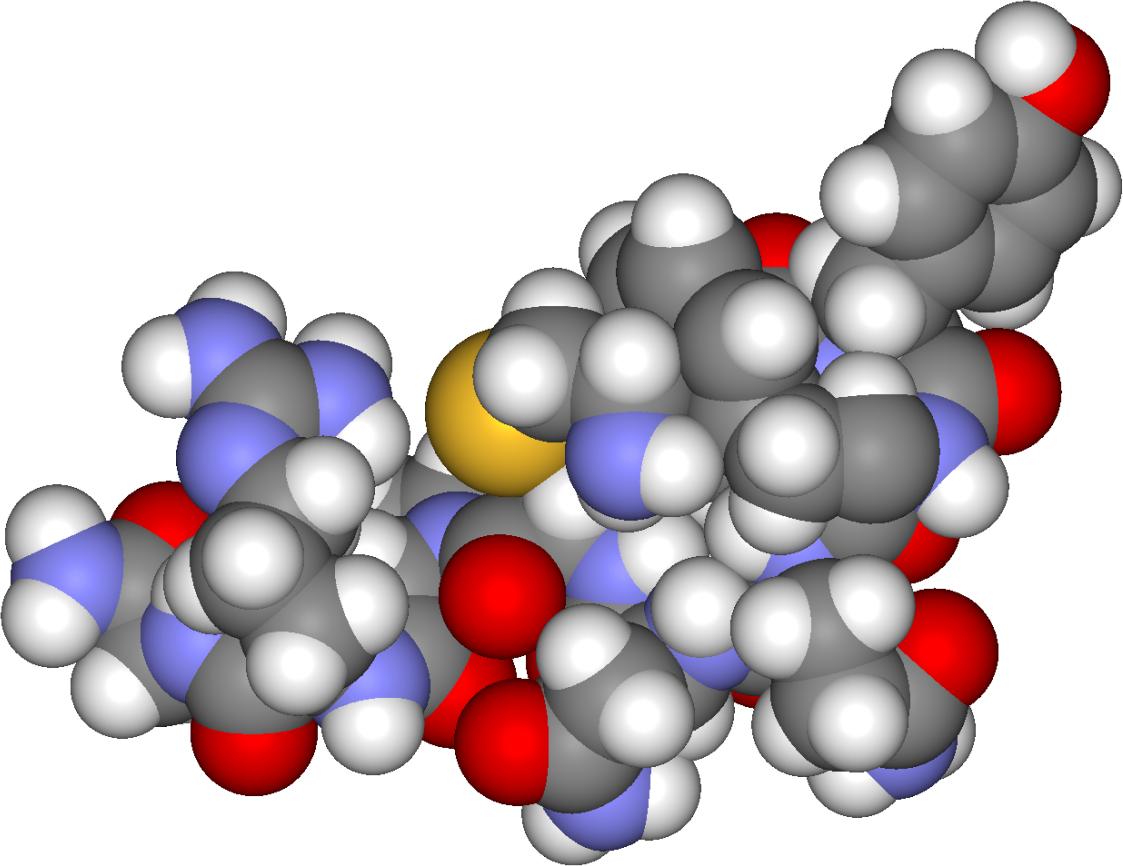
Arginine-vasopressine AVP (hormone antidiurétique)

L'hormone antidiurétique (ADH) contrôle la concentration osmolaire de l'organisme autour de 285 mOsm/kg d'eau (Posm = [Na+ x 2] + Glycémie (mmol/L)). Elle maintient une concentration osmolaire stable par l'intermédiaire du volume d'eau contenu dans le corps humain. L'ADH entraîne une réabsborption d'eau « pure » au niveau du tube collecteur en stimulant l'insertion d' aquaporines de type 2, diminuant ainsi la diurèse. L'eau retenue permet de diluer les osmoles en trop et donc d'arrêter la stimulation de la sécrétion d'ADH. Dans le SIADH, on a donc une hyponatrémie hypo-osmolaire normovolémique.
Les mécanismes de sécrétion d'ADH en dehors de ses contrôles habituels sont imparfaitement élucidés. Des tissus deviennent capables de sécréter une hormone semblable à l'ADH en grande quantité ; c'est le cas des cancers et infections bronchopulmonaires.

## Clinique
Il n'y a pas de signe spécifique de ce syndrome. Les signes majeurs sont ceux de l'hyperhydratation intracellulaire ou hyponatrémie ; nausées, vomissements, troubles du comportement et confusion. Dans les cas d'hyponatrémie sévère, le coma et les convulsions sont fréquentes.
Nous pouvons tout de même noter une corrélation entre la natrémie et les signes cliniques :
- >125 mmol/L : le patient peut-être asymptomatique ou présenter :
  - anorexie, nausée, vomissement voire des troubles de l'attention et de la marche ;
- entre 120 et 125 mmol/L : confusion, crampes, céphalées, troubles de l'équilibre et cognitifs. Il est intéressant de noter que le risque de chute et de fracture est augmenté à cause de l'ostéoporose et de la rhabdomyolyse favorisées par l'hyponatrémie chronique ;
- entre 115 et 120 mmol/L : stupeur, troubles psychiatriques divers ;
- <115 mmol/L : convulsions, coma.

Les signes cliniques sont d'autant plus importants que l'installation de l'hyponatrémie est rapide.

## Biologie
De nombreux critères biologiques permettent de définir le SIADH :
- hyponatrémie (inférieure à 135 mmol/L), ainsi qu'une osmolalité plasmatique inférieure à 275 mosm/kg ;
- osmolarité urinaire anormalement élevée (supérieure à 100 mosom/kg) ;
- natriurèse supérieure à 30 mmol/L avec un apport normal en sodium (au moins 6 g de sel par jour[6]) ;
- euvolémie clinique, c'est-à-dire une absence d’œdème ou de pli cutané ;
- absence d'insuffisance rénale, surrénale, thyroïdienne ;
- non utilisation de diurétique dans la semaine précédente ;
- uricémie < 40 mg/L ;
- azotémie < 0,1 g/L.

Si la natrémie est à la limite inférieure de la norme, un test de surcharge hydrique est réalisé en milieu spécialisé. Une personne non atteinte de SIADH excrétera alors 75 % des 20 ml d'eau ingérés dans les 4 heures suivant l'ingestion.

## Diagnostics différentiels

### Face aux hyponatrémies

#### Hyponatrémie normo-osmolaire et hyperosmolaire
L'hyponatrémie normo-osmolaire, aussi appelée pseudo-hyponatrémie est généralement causée par une hypertriglycéridémie.
L'hyponatrémie hyperosmolaire est plus souvent liée à une hyperglycémie importante.

#### Hyponatrémie hypo-osmolaire hypovolémique
Nous retrouvons donc une perte de sel (osmolalité urinaire élevée) et une déshydratation extracellulaire (cliniquement évaluable par un pli cutané).
Les pertes de sels peuvent être d'origine digestive (diarrhées, vomissements, etc.), rénale (diurétiques, insuffisance rénale aiguë, etc.), cutanée (brûlures, sudation importante, etc.), et rarement cérébral (par hémorragies sous-arachnoïdiennes).
Le traitement passe par une perfusion de sérum salé isotonique par voie intraveineuse.

#### Hyponatrémie hypo-osmolaire hypervolémique
Cette situation se rencontre avec la présence d'œdèmes dus à une cirrhose décompensée, un syndrome néphrotique ou une insuffisance cardiaque.
Le corps dans son ensemble présente donc une hypervolémie (les œdèmes), mais la volémie dite efficace (c'est-à-dire fonctionnelle pour perfuser les organes) est diminuée. Il y a donc une sécrétion d'ADH qui est adaptée à cette volémie fonctionnelle, bien qu'elle soit inadaptée à l'osmolalité plasmatique.

### Hyponatrémie hypo-osmolaire normovolémique
Il s'agit de l'état du SIADH, il est alors important d'écarter une insuffisance corticotrope et l'hypothyroïdie.

#### Insuffisance corticotrope
Elle sera dépistée en mesurant le taux de cortisol plasmatique ainsi que l'ACTH à 8 h ou en urgence (afin de prouver l'origine hypophysaire du déficit en cortisol). Pour rappel, le cortisol a pour effet, entre autres, d'augmenter la glycémie et la tension artérielle, et de freiner la sécrétion d'ADH.
Ainsi, une insuffisance en cortisol aura pour effet :
- tendance à l'hypoglycémie qui stimule à l'état physiologique la sécrétion d'ADH ;
- hypotension artérielle qui diminuera la filtration glomérulaire qui stimulera ainsi logiquement la sécrétion d'ADH ;
- la levée du frein à la sécrétion d'ADH[5].

#### Insuffisance surrénale aiguë
Le déficit en minéralocorticoïdes (l'aldosterone) induit une perte rénale de sel. S'ensuit alors une déshydratation extracellulaire ainsi qu'une hyperhydratation intracellulaire par hypersécrétion de vasopressine.

#### Hypothyroïdie protothyroïdienne
Cette situation ne s'accompagne d'hyponatrémie que dans les formes sévères, avec une TSH très élevée. Il y a alors une diminution de la filtration glomérulaire ainsi qu'une tendance à l'hypovolémie entraînant une augmentation de la synthèse d'ADH.
On pourra noter cliniquement un myxœdème.

#### Hypopituitarisme antérieur
Plusieurs lignées pituitaires antérieures sont touchées : ACTH et TSH notamment. Il en découle -entre autres- une hyponatrémie. C'est pour cela que l'on dosera le taux de cortisol dans le sang, la TSH ainsi que la T4l.
On peut alors traiter ces déficits par opothérapie substitutive.

## Étiologies
- Hémorragie méningée
- Traumatisme crânien

Pratiquement toutes les atteintes neurologiques peuvent induire un SIADH. On peut le voir notamment lors d'intervention par voie trans-sphénoïdale d'adénomes corticotropes. Il faut alors faire particulièrement attention au relargage d'ADH et à l'hyponatrémie survenant vers le 7e jour.
- Cancers[1]
  - Cancer pulmonaire[1] (notamment le cancer pulmonaire à petites cellules)
  - Lymphomes, lymphome de Hodgkin[1]
- Infections
  - Abcès du cerveau[1]
  - Pneumonie[1]
  - Abcès pulmonaire[1]
  - Aspergillose bronchopulmonaire[1]
  - Coqueluche maligne
- Causes endocriniennes
  - insuffisance surrénalienne
- Médicaments
  - ISRS
  - Chlorpropamide
  - Cyclophosphamide
  - Carbamazépine
  - Desmopressine, ocytocine[5]
  - Opiacés, nicotine[5]
  - Inhibiteurs de la pompe à proton[5]
  - Quinolone, linézolides[5]
- Divers
  - Douleur[5]
  - Nausées[5]
  - Hypoglycémie[5]
  - Hypotension[5]
  - Effort musculaire intense[5]
- Idiopathique
- Rares
  - mutation activatrice du récepteur V2[5]
  - hyponatrémie du marathonien[5]
  - infections liées au VIH[5]
  - Meningite tuberculeuse

## Traitement
La normalisation de la natrémie doit toujours se faire prudemment sous risque de déclencher une myélinolyse centropontine qui donne un tableau d'accident vasculaire cérébral pseudobulbaire.

### Indications
Un traitement est indiqué dans différentes situations :

### Traitement généraux
De manière générale, une hyponatrémie menaçante (< 115 mmol/L et/ou avec des signes neurologiques) nécessite un traitement urgent à base de perfusion de chlorure de sodium hypertonique.
La vitesse de correction de la natrémie ne doit cependant pas dépasser les 12 mmol/24 heures pour éviter la myélinolyse centropontine.
Le traitement de la cause du SIADH est évidemment important.

#### Quand traiter
Les situations où l'on traitera un SIADH sont les suivantes :
- des symptômes cliniques sévères ou apparus depuis moins de deux jours: coma, convulsion, détresse respiratoire. La première ligne de traitement sera alors le sérum salé hypertonique à 20 %[5] ;
- si les symptômes sont plus modérés on pourra utiliser le sérum salé hypertonique ainsi que le tolvaptan[5] ;
- s'il y a peu ou pas de symptômes, ou s'il y a des troubles cognitifs discrets, il est préférable de mettre en place une restriction hydrique associée au tolvaptan.

### Restriction hydrique
Son efficacité dépend essentiellement de la rigueur de la restriction, souvent mal supportée par les malades. Elle doit donc être réévaluée tous les jours en fonction du ionogramme sanguin.
Par exemple, une hyponatrémie inférieure à 120 mmol/L doit conduire à une restriction hydrique à 100 cm3 par 24 heures.

### Déméclocycline
La déméclocycline est une tétracycline induisant un diabète insipide néphrogénique. Le patient aura alors une soif intense ainsi qu'une excrétion de grande quantité d'urine diluée.
Il y a cependant des contre-indications à ce traitement :
- insuffisance rénale ;
- insuffisance hépatocellulaire ;
- âge inférieur à 8 ans ;
- grossesse ;
- allaitement ;
- asthme ;
- hypertension artérielle sévère non contrôlée ;
- rétinoïdes par voie orale[5].

### Aquarétiques
Ce sont des antagonistes non peptidiques des récepteurs V2 de la vasopressine aussi testés dans le traitement des cirrhose et de l'insuffisance cardiaque.
Le principal médicament est le tolvaptan.

#### Effets indésirables
Le tolvaptan expose à différents effets indésirables :
- xérostomie ;
- hypernatrémie ;
- hyperglycémie.

Ce traitement peut aussi occasionner des atteintes hépatiques graves, parfois mortelles.
Il est donc important de surveiller la fonction hépatique et de limiter la durée du traitement à un mois maximum.